# Awantipora
Awantipora è una città dell'India di 6.250 abitanti, situata nel distretto di Pulwama, nel territorio del Jammu e Kashmir. In base al numero di abitanti la città rientra nella classe V (da 5.000 a 9.999 persone).

## Geografia fisica
La città è situata a 33° 55' 0 N e 75° 1' 0 E e ha un'altitudine di 1.581 m s.l.m..

## Società

### Evoluzione demografica
Al censimento del 2001 la popolazione di Awantipora assommava a 6.250 persone, delle quali 3.681 maschi e 2.569 femmine. I bambini di età inferiore o uguale ai sei anni assommavano a 549, dei quali 269 maschi e 280 femmine. Infine, coloro che erano in grado di saper almeno leggere e scrivere erano 2.986, dei quali 2.325 maschi e 661 femmine.